# 幕張 (漫畫)
幕張（日语：まくはり）是日本漫畫家木多康昭的搞笑少年漫畫作品，1996到1997年於《週刊少年Jump》連載。

## 概要
本作以千葉縣幕張地區的「幕張南高校棒球社」為背景，但與棒球毫無關係，而是充滿黃腔與笑料；以及對藝人、時事、《週刊少年JUMP》（包含漫畫作品、木多康昭本人、助手、其他漫畫作者與編輯）的戲仿與私生活爆料。被惡搞的作品有《JoJo的奇妙冒險》、《灌籃高手》、《閃電怪馬》、《魁！！男塾》、《七龍珠》等等。此外，木多也不時以作者身分出現在劇情中大吐苦水，並絲毫不掩飾他急於結束連載的想法。後《幕張》果然於連載一年後以極其草率的結局腰斬。木多曾對此發表聲明：「要不是《幕張》結束，被腰斬的就是《遊戲王》了。」

## 登場人物

### 幕張南高校野球部
鹽田鐵人
本作男主角，粗魯蠻橫、自我中心、奸詐狡猾、熱愛巨乳的色胚。運動神經超群、體格健壯且容貌清秀，頗有女人緣。
武鬥派，曾創下一人殲滅一整支暴走族的神話。在世界最強高中生大賽中幾無對手，甚至能單挑獅子。
比起棒球更喜歡籃球。曾因《灌籃高手》完結而痛哭，並自稱比三井壽更會投三分球。
奈良重雄
本作第二男主角，鹽田的損友。頭頂鈴木任紀髮型的眼鏡仔。集戀童、女裝、暴露、雞姦癖於一身的超級變態。背地裡是專門破壞他人戀情的殺手集團「吉六會」創始人兼首領。
性格扭曲、毫無羞恥與道德感。身體能力不如鹽田，但掌握「奈良漬」（全身赤裸貼近敵人，用陰莖摩擦對方造成精神打擊）、「奈良十字刀」(暗藏刀刃的假髮迴力鏢)等秘術，在世界最強高中生大賽中表現亮眼。
被鹽田欺騙而與醜女鈴木智惠子交往，本人卻因重度近視而毫無自覺。
櫻井美保
本作女主角，棒球社經理。個性消極、自私自利的暴力女。鹽田與奈良的性騷擾對象。
面容姣好且胸部豐滿，但其實是用豐胸器吹出來的。必殺技是針對胯下攻擊的「巴★迪★歐」（1992年日本電視劇）與「RA MU」（1988年流行爵士樂團）。
葉親浩司
鹽田的小學同學，國中轉學至青森縣，高中回到千葉就讀幕張南高校。原劍道社成員，後被櫻井色誘而加入棒球社。
常識人。心地善良、心思細膩，但極度單純且不善與異性相處，時常被鹽田、奈良與櫻井陷害。
天生性器又大又黑，國小時被鹽田發現並爆料導致心理陰影，還因此失戀；加入棒球社後對櫻井有好感，卻因髮型太土而被拒。
吉崎哲也
輕浮愛甩酷的墮落系型男。因把了鹽田與葉親的童年戀人中井理美而被兩人記恨。後成為鹽田等人的伙伴，參加世界最強高中生大賽的香港賽事。
棒球部的幽靈社員，但從沒去過棒球社辦，對棒球也毫無興趣。棒球社裡唯一有性經驗且閱人無數的角色。對自己的父親是「原來如此！世界」（1981-1996日本綜藝節目）中的撲克牌魔術師一事感到自卑。自該節目停播後便因父親失業而手頭拮据。
野村光男
棒球社顧問，25歲，毫無教師尊嚴與道德感的糟糕老師，目前正與奈良的母親交往。
過去濫用職權對前經理村社圖謀不軌的錄音被鹽田錄下成為把柄，因此時常被鹽田威脅。

### 吉六會
矢禿康介
吉六會的二把手，除奈良之外唯一掌握秘術「奈良漬」的男人。同時還擁有「矢禿臭氣波」、「矢禿米田共」等獨門殺招。在世界最強高中生大賽香港賽事中，以蒙古代表的身分與奈良展開一場超低級戰鬥，最終以些微之差惜敗。
原是個光頭，在香港做了植髮並燙成爆炸頭。角色原型是《週刊少年JUMP》的編輯矢作康介（曾負責岸本齊史的《火影忍者》）。
鬼瓶久吉
與奈良共創吉六會的元老，也是吉六會最年長的成員，精通催眠術。老家開麵包店，已有家室，疑似女裝癖。雖然吉六會成員禁止談戀愛，但因為他的老婆是很醜所以合格。
角色原型是作者當時的編輯瓶子吉久（《週刊少年JUMP》第10代總編輯）。在世界最強高中生大賽香港賽事中與吉崎比賽膽量，以瓶子的身分爆料自己曾以職權之便，對負責的女作家圖謀不軌。
兵庫吉晃
吉六會成員，自詡為「酒會攝影師」、「萬年發情期」。專長是看著國中畢業紀念冊的女同學照片手淫，無論美醜皆可射精。據傳其精液異常濃稠，能不用任何一根釘子撐起一棟房屋。
在世界最強高中生大賽香港賽事前夕，與吉崎、葉親、奈良等人展開「我的小鳥最神氣」之勃起耐力賽，卻因板垣全裸亂入導致全員萎掉，比賽中斷。
角色原型是作者的助手。
板垣平松
吉六會成員，外號「內閣總理大臣」。自稱17歲的中年大叔。思維言行之怪異為吉六會之最。同性戀，深愛同為吉六會成員的小栗又一郎。
天才發明家，製造出能發射火箭砲的超強戰鬥服「四不像小鵝」（戲仿富士電視台兒童綜藝節目的吉祥物），在世界最強高中生大賽香港賽事中一度將鹽田逼入絕境，後被鹽田所騙交出火箭拳。憤怒的他想用致命毒屁毒死對方，卻因戰鬥服的密閉設計導致自己被臭死，壯烈成仁。
角色原型是平松伸二作品中的角色「板垣重政總理大臣」。
小栗又一郎
吉六會新人，成員中唯一的常識人。自稱「小栗忠順的子孫」，同時也是一位漫畫家。
角色原型是《週刊少年JUMP》的漫畫家。因現實中本人的抗議而在故事後期消失。

### 幕張南高校柔道部
嶋鳥和彦
鹽田等人的學長。柔道部成員，黑帶。戴著假髮的光頭淡眉毛男子，後腦杓畫有鳥山明簽名。賭上社團教室與鹽田等人進行柔道對決敗北，後加入棒球社。
世界最強高中生大賽中對決奈良，被奈良的猥褻必殺技「奈良漬」打倒。
角色原型是發掘鳥山明的《週刊少年JUMP》編輯鳥嶋和彥。
鷹橋昌俊
鹽田等人的學長。柔道部成員，黑帶。戴眼鏡的胖子。賭上社團教室與鹽田等人進行柔道對決敗北，後加入棒球社。
世界最強高中生大賽中對決葉親，雖然以將棋得勝，但隨後被耍賴的葉親以竹刀打倒。
角色原型是《週刊少年JUMP》第七代總編輯高橋俊昌。
植村昌人
嶋鳥和鷹橋的夥伴，身高兩公尺的巨人。動作緩慢但力大無窮。看似溫和，實則嗜血無情。
世界最強高中生大賽中對決鹽田敗北。
角色原型是巨人馬場。

### 世界最強高中生大賽
麥可
美國選手。愛講冷笑話、個性傲慢的光頭黑人。平時講話是外國人口音，激動時會變成中國人口音的關西方言。
大賽中對決奈良。躲過「奈良十字刀」，卻被觀眾席上誤中奈良十字刀的鹽田遷怒，被打出場外敗北。
山姆
美國選手，麥可的同夥。
大賽中對決鹽田，因鹽田意興闌珊，不戰而勝。
湯姆
美國選手，麥可的同夥。
大賽中對決葉親，被身穿劍道盔甲的葉親以竹刀打敗。
良子
藝人代表隊成員。短髮巨乳美少女，但個性和櫻井一樣惡劣。
在爬坡大賽上以美人計利用鹽田獲勝。
角色原型是廣末涼子。
白柳
藝人代表隊成員。強壯冷酷的鍋蓋頭女性。
在大賽中對決嶋鳥，遭嶋鳥催眠而無法控制的模仿篠原友惠，因羞憤過度而跳出場外自戕敗北。
角色原型是黑柳徹子。
桑山
藝人代表隊成員。體毛濃密的大叔。
大賽中對決植村，被植村一擊打倒。
角色原型是加山雄三。
REAL開花天使
偽裝成開花天使，在香港賽事前夕出現在鹽田等人面前的裸男。其真實身分是留級高中生伊藤元，美國代表隊的日本人成員。
因被警察拘捕，無緣參賽。
塔瑪斯真晃
大賽播報員。角色原型是《週刊少年JUMP》編輯増田真晃。
艾倫
大賽解說員。日本話很破的香港人。
好樂迪垣內
大賽裁判。最愛假日，連在星期天接電話都會生氣的男人。
吉崎與鬼瓶對決的裁判，以「勇氣大賽」之名強迫兩人聞他的臭鞋、當眾刮他的下體毛髮與自爆醜聞。
垣之介
手持日本刀無差別砍人的瘋子。自稱為了任天堂64出賣靈魂，最後被奈良勸退。

### 其他角色
奈良的媽媽
與野村交往，長得像木乃伊的中年女性，相當溺愛奈良。喜歡年輕的男性，與奈良一起強姦葉親得逞。
鹽田忍
鹽田的妹妹，9歲。長相可愛，但個性與哥哥如出一轍。只出現在鹽田等人的對話中，是奈良的性幻想對象。
櫻井的爸爸
護女心切的好爸爸。三番兩頭被奈良惡整陷害，搞得晚節不保。
村社綾乃
棒球部前經理，只出現在對話中。曾和野村交往，後成為吉崎的炮友。
鈴木智惠子
櫻井的國中同窗好友。自稱「形似廣末涼子」的超級醜女，比起人類更像大猩猩。被鹽田等人稱作「赤木隊長」所畏懼。
與鹽田、葉親、奈良等人糾纏不清，最後在鹽田與葉親聯手設計下成為奈良的女友。
中井美
葉親國中的初戀對象，但被鹽田橫刀奪愛，隨後又因奈良的讒言與鹽田分手。高中之後成為吉崎的炮友。
大姐頭
身分不明，突然出現在鹽田等人面前的瀟灑女性。為了幫中了矢禿的「奈良漬」而變得癡呆的弟弟報仇，要求鹽田等人參加世界最強高中生大賽香港賽事。
知道吉崎父親的悲劇，以此利誘吉崎成為鹽田等人的夥伴。
漫畫家K、K康昭
作者木多康昭本人，在故事後期頻繁地出現。除了抱怨工作，大嘆「不想連載」，還自爆冒充其他知名漫畫家（如和月伸宏、津野丸）並仿造其簽名的醜事。
津野丸
千葉縣出生的漫畫家，代表作為《閃電怪馬》。其作品和本人在故事中被頻繁惡搞。現實中本人亦對此不滿，曾在作者布告欄聲稱：「老實說，我對《幕張》相當惱火。但我知道他（木多）就是想看我生氣的樣子。」
島袋光年
沖繩縣出生的漫畫家，代表作為《美食獵人》。連載版未登場，只出現在單行本第九卷裡。
蒲生洋
搞笑漫畫家，代表作為《幸運超人》。本人從未登場，只在角色言談中出現。木多在最終話稱他才是《幕張》真正的主角。